# 夫婦岩 (毛德皇后地)
夫婦岩（英語：Meoto Rocks），是南極洲的岩石，位於毛德皇后地的奧拉夫王子海岸，處於日出角以西，根據日本探險隊的測量和拍攝的空中照片繪入地圖，現時由南極條約體系管理。

## 外部連結
- . . United States Geological Survey.   [2013-09-19].
- 本条目引用的公有领域材料来自美国地质调查局的文档《夫婦岩 (毛德皇后地)》 （資料來自地名信息系统）。

68°7′S 42°36′E / 68.117°S 42.600°E